# Roman Greń
Roman Greń (ur. 14 października 1937 w Brennej) – polski polityk, samorządowiec, inżynier, poseł na Sejm X kadencji (1989–1991).

## Życiorys
Ukończył w 1975 studia na Politechnice Śląskiej, uzyskując tytuł zawodowy inżyniera mechanika. Pracował w Fabryce Samochodów Małolitrażowych w Skoczowie od 1956 do 1972. Był dyrektorem Przedsiębiorstwa Gospodarki Komunalnej i Mieszkaniowej w Skoczowie w okresie 1982–1985. Należał do Związku Młodzieży Polskiej, a w latach 1957–1964 do Związku Młodzieży Socjalistycznej.
W 1959 wstąpił do Polskiej Zjednoczonej Partii Robotniczej, w latach 1967–1972 był I sekretarzem podstawowej organizacji partyjnej w odlewni w Skoczowie. Od 1967 przez dwa lata pełnił funkcję radnego rady narodowej w Skoczowie, a następnie od 1973 do 1976 zajmował stanowisko naczelnika miasta i gminy Skoczów. W okresie 1976–1981 był naczelnikiem gminy Chybie, a od 1985 naczelnikiem gminy Jasienica.
W latach 1989–1991 sprawował mandat posła na Sejm kontraktowy wybranego w okręgu bielskim. Od lat 90. pracuje w samorządzie terytorialnym. Pełnił funkcję zastępcy wójta gminy Jaworze. W latach 2006–2011 zajmował stanowisko zastępcy burmistrza Strumienia. Związany z Sojuszem Lewicy Demokratycznej.
W 1985 odznaczony Złotym Krzyżem Zasługi.